# Sante Spigarelli
Sante Spigarelli (Sigillo, 31 ottobre 1943) è un arciere italiano.

## Biografia
Spigarelli è uno degli atleti che più hanno contribuito allo sviluppo dell'attività arcieristica in Italia. Ha stabilito 5 record mondiali, dei 18 metri con 568 punti, dei 50 metri con 340 punti, dei 70 metri con 338 punti, e due volte quello a squadre maschili.
Ha partecipato alle Olimpiadi del 1972, 1976 e 1980, a 13 campionati mondiali, 11 campionati europei nelle due specialità FITA e CAMPAGNA, all'aperto ed indoor.
È stato Direttore Tecnico Nazionale ed ha riportato l'Italia, dopo 16 anni sul podio Olimpico di Atlanta (1996) con un bronzo a squadre maschili.
Svolge tuttora un ruolo attivo nel movimento arcieristico italiano, con incarichi dirigenziali (Vice Presidente) nella FITARCO, e con la produzione di attrezzature e materiali, esportati in tutto il mondo.

## Palmarès
- 1979 - Medaglia d'oro ai Giochi del Mediterraneo di Spalato (individuale)
- 1987 - Medaglia d'oro Coppa Italia Indoor Compound
- 1977 - Medaglia d'argento Mondiali FITA Canberra (a squadre)